# 파르크 올랭피크 리요네
파르크 올랭피크 리오네(프랑스어: Parc Olympique Lyonnais)는 프랑스 데신샤르피외에 위치한 축구 경기장이다. 프랑스의 축구 클럽 올랭피크 리오네의 홈 구장이다.
이전의 홈 구장인 스타드 드 제를랑이 노후화되면서 신축하였고 공사 당시에는 스타드 데 뤼미에르(Stade des Lumières)라는 임시 명칭을 사용했다. UEFA 유로 2016 경기가 열린 경기장 가운데 한 곳이며 UEFA 유로파리그 2017-18 결승전, 2019년 FIFA 여자 월드컵 결승전 경기가 열렸다.

## 갤러리

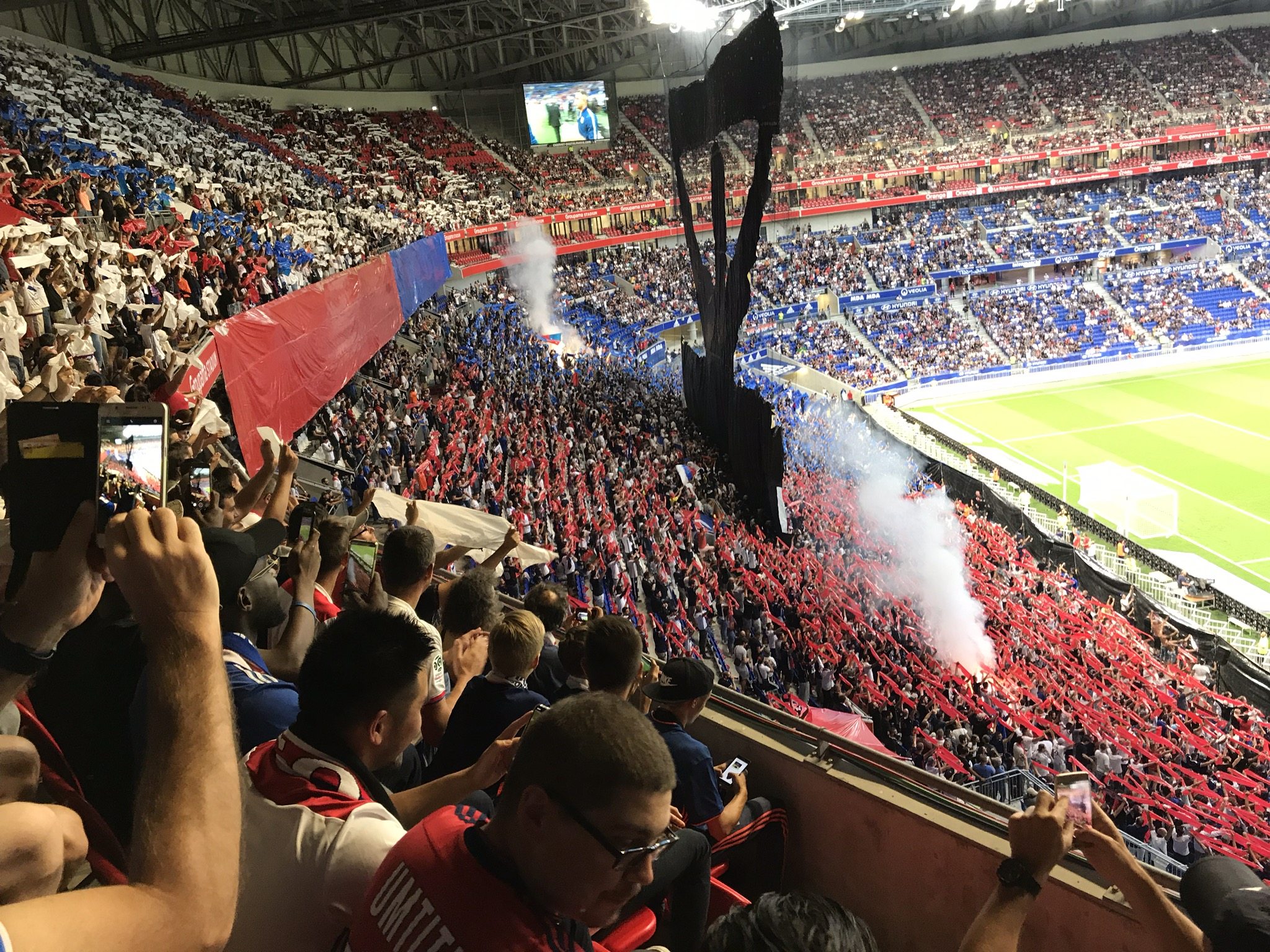
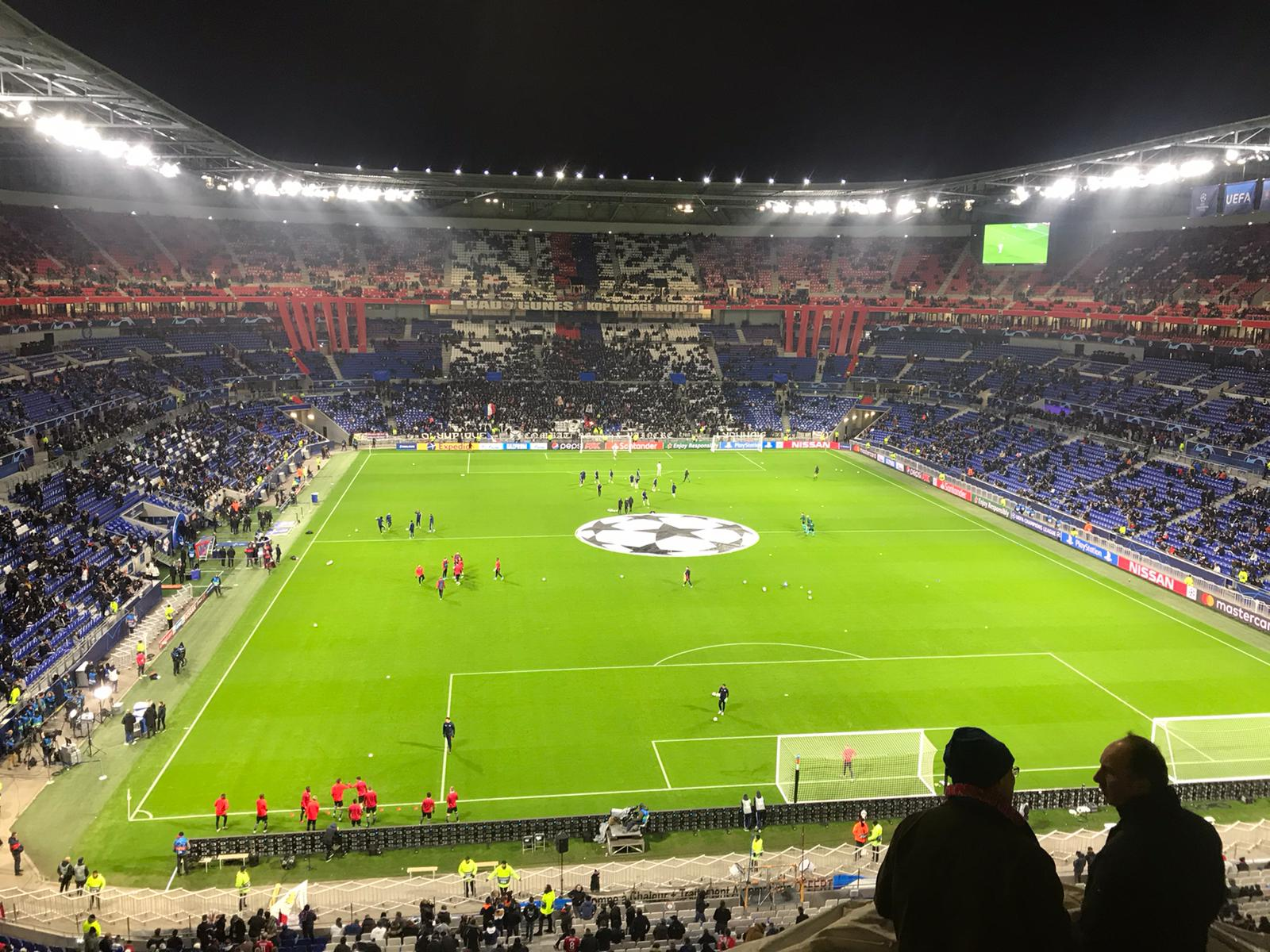
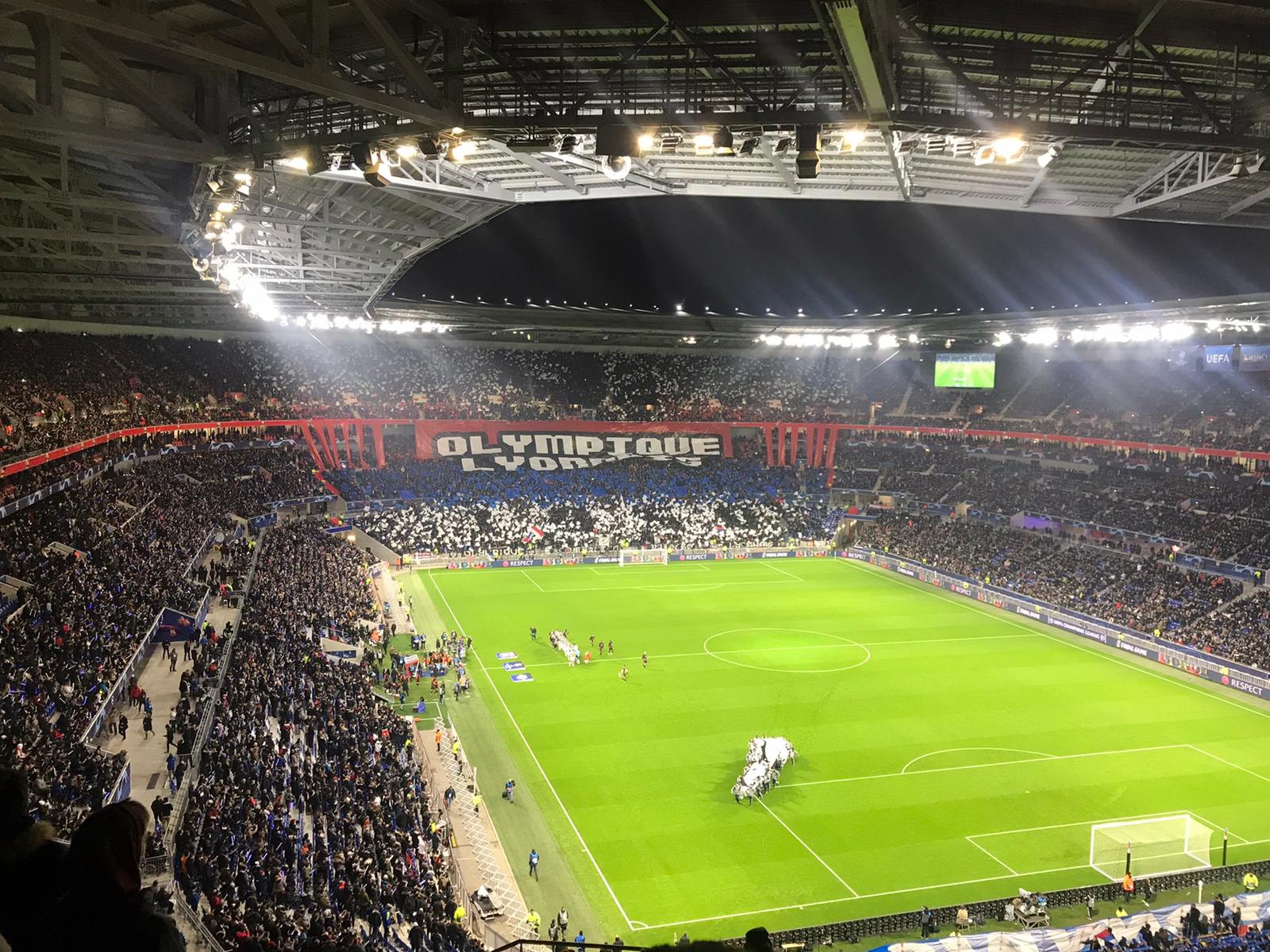
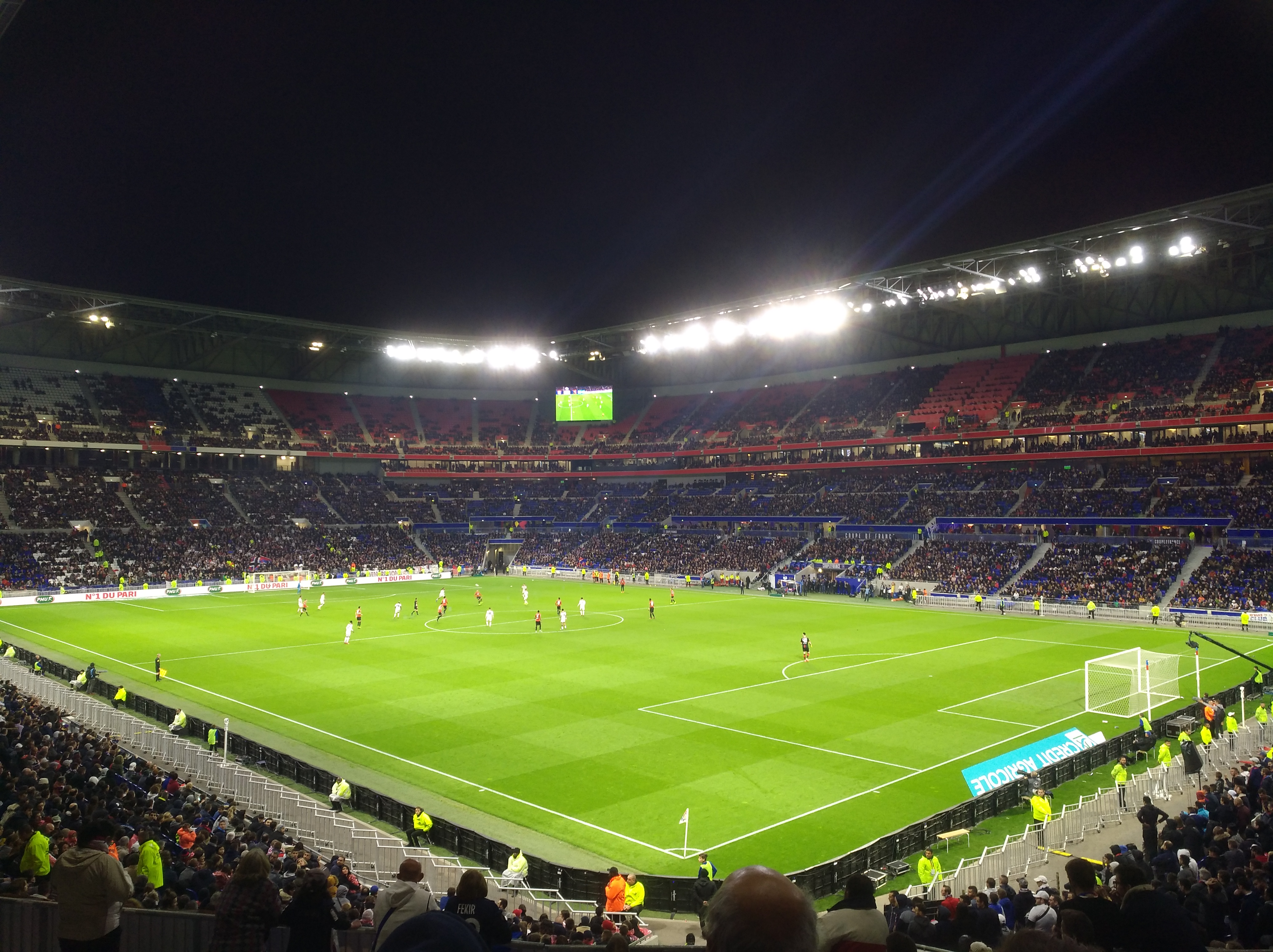
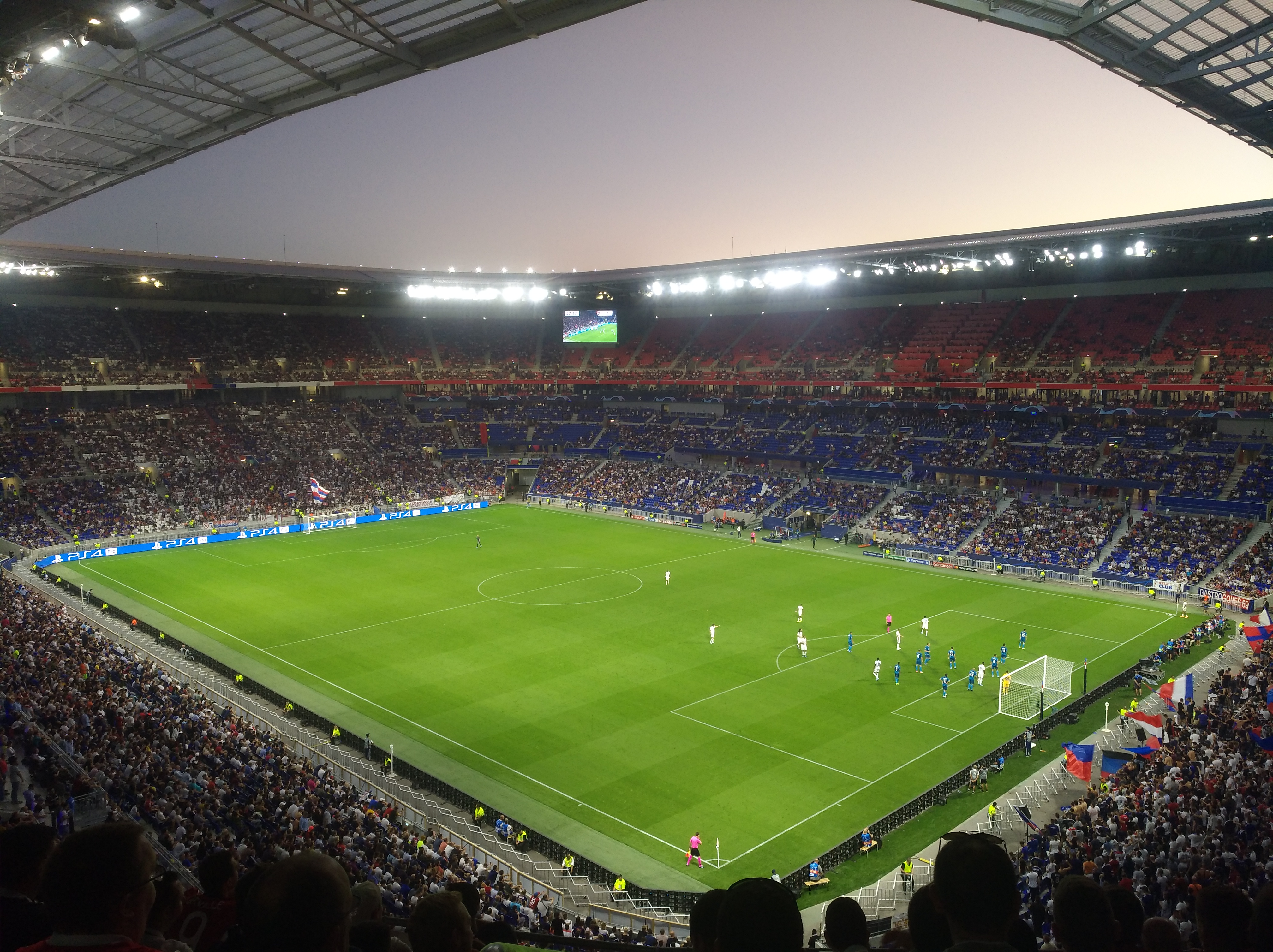
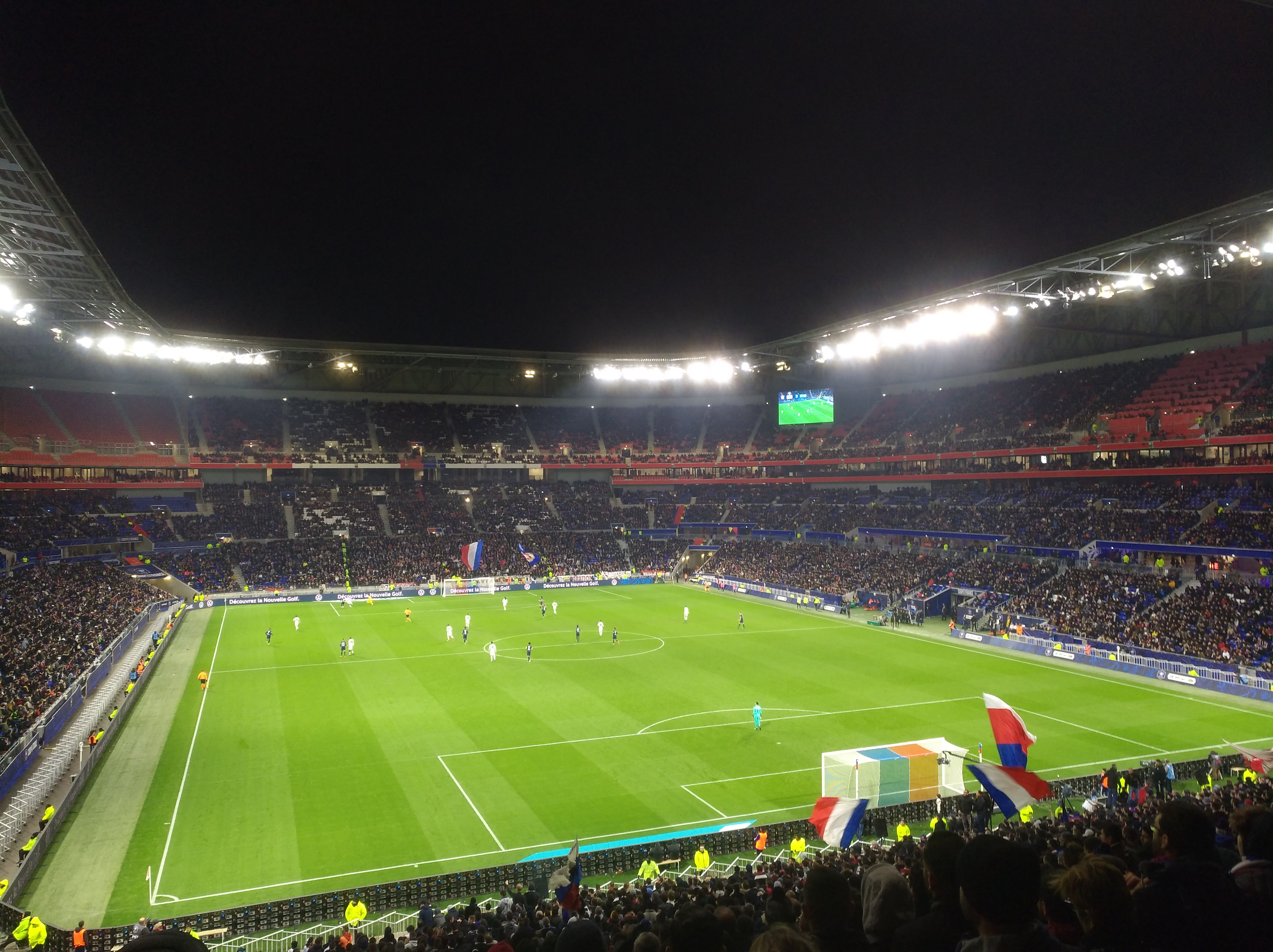
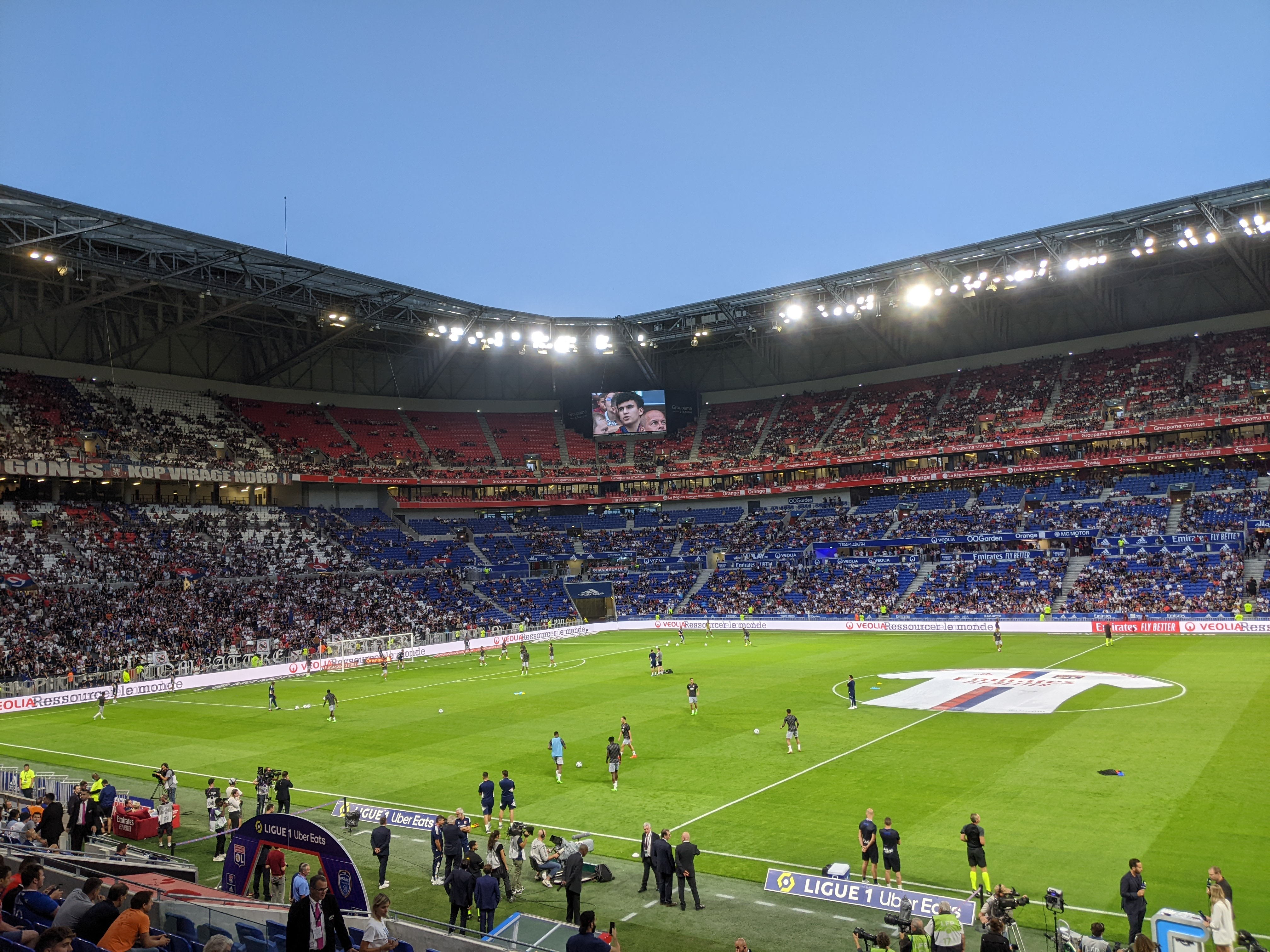
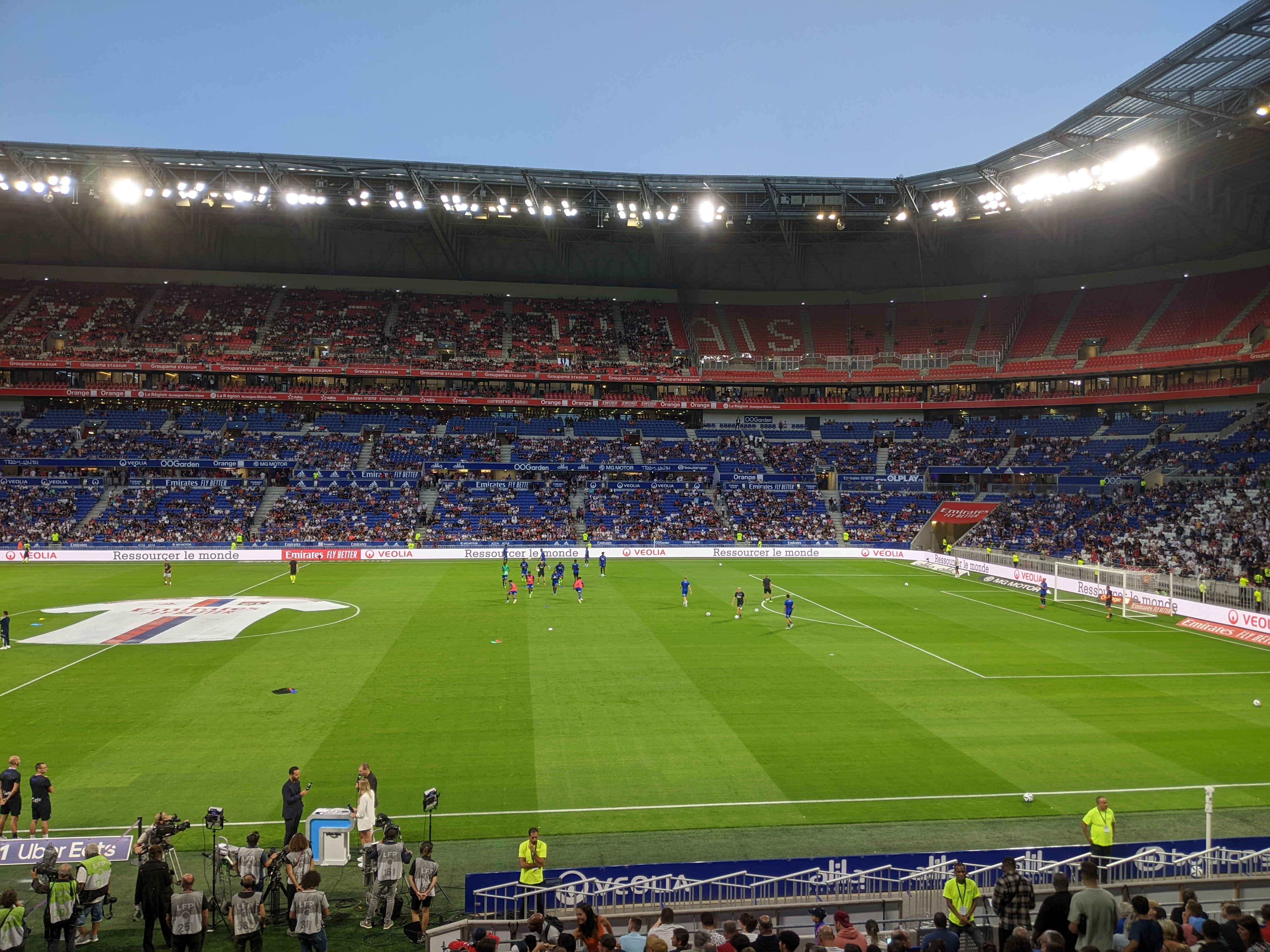
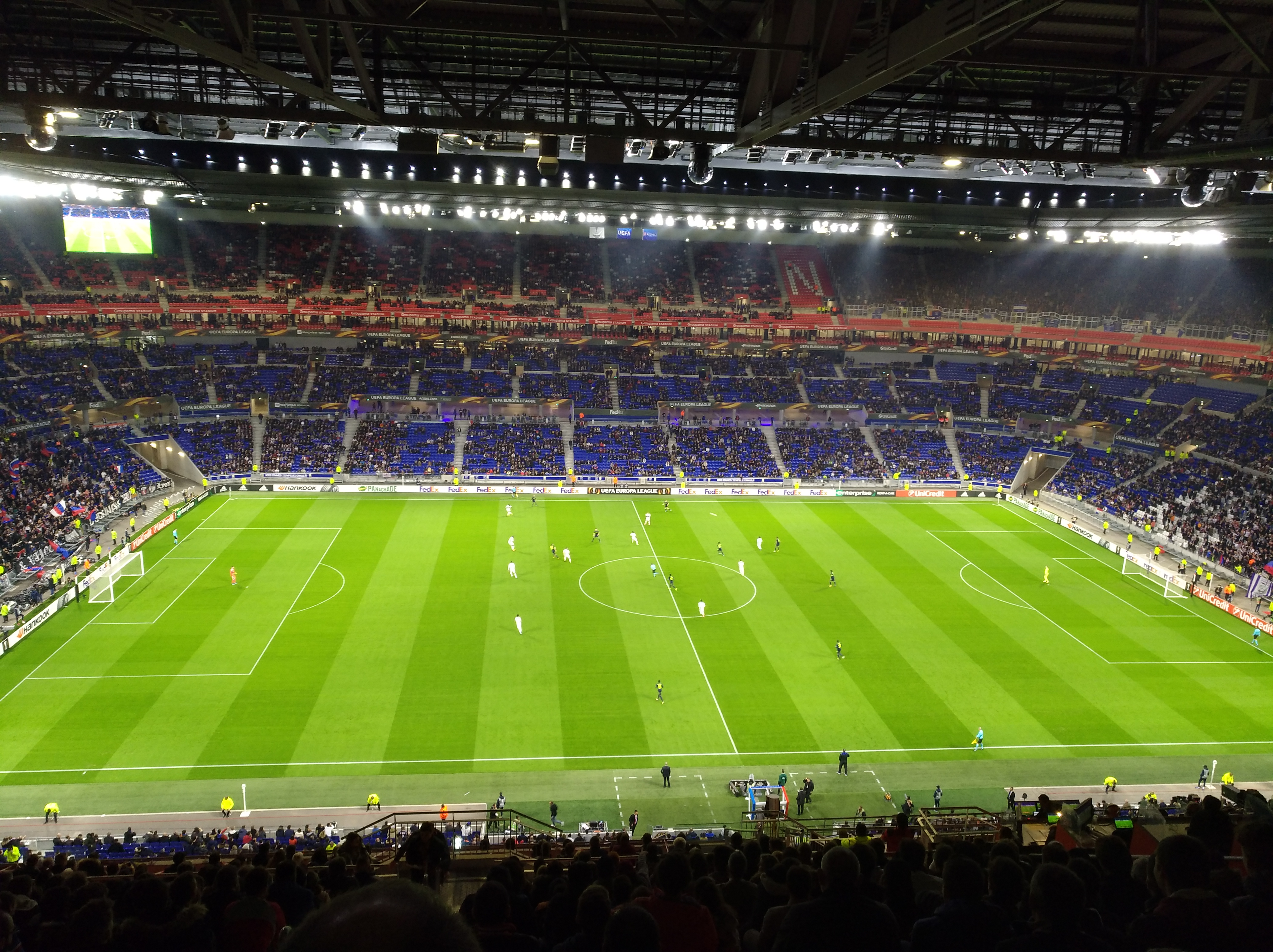
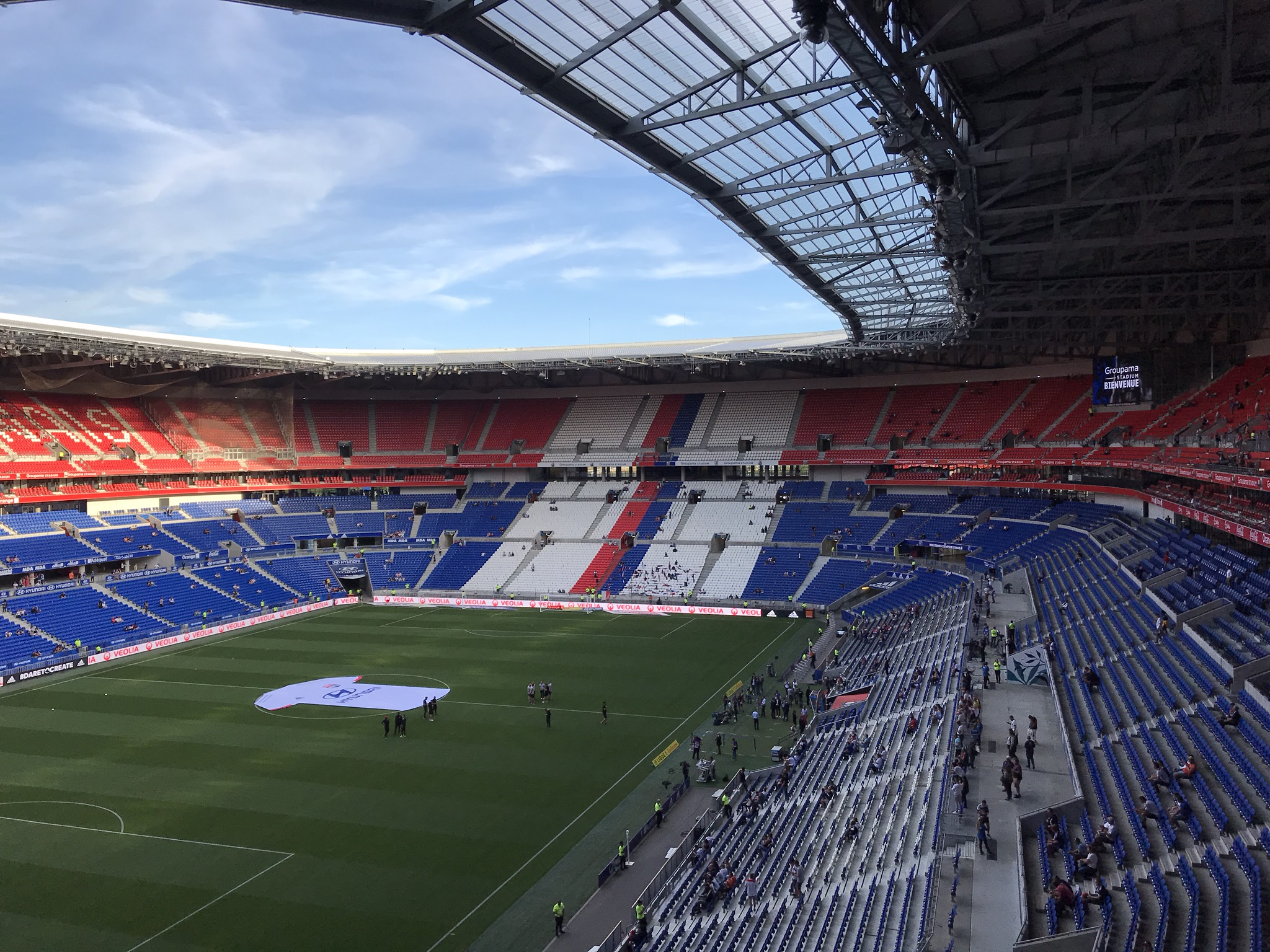
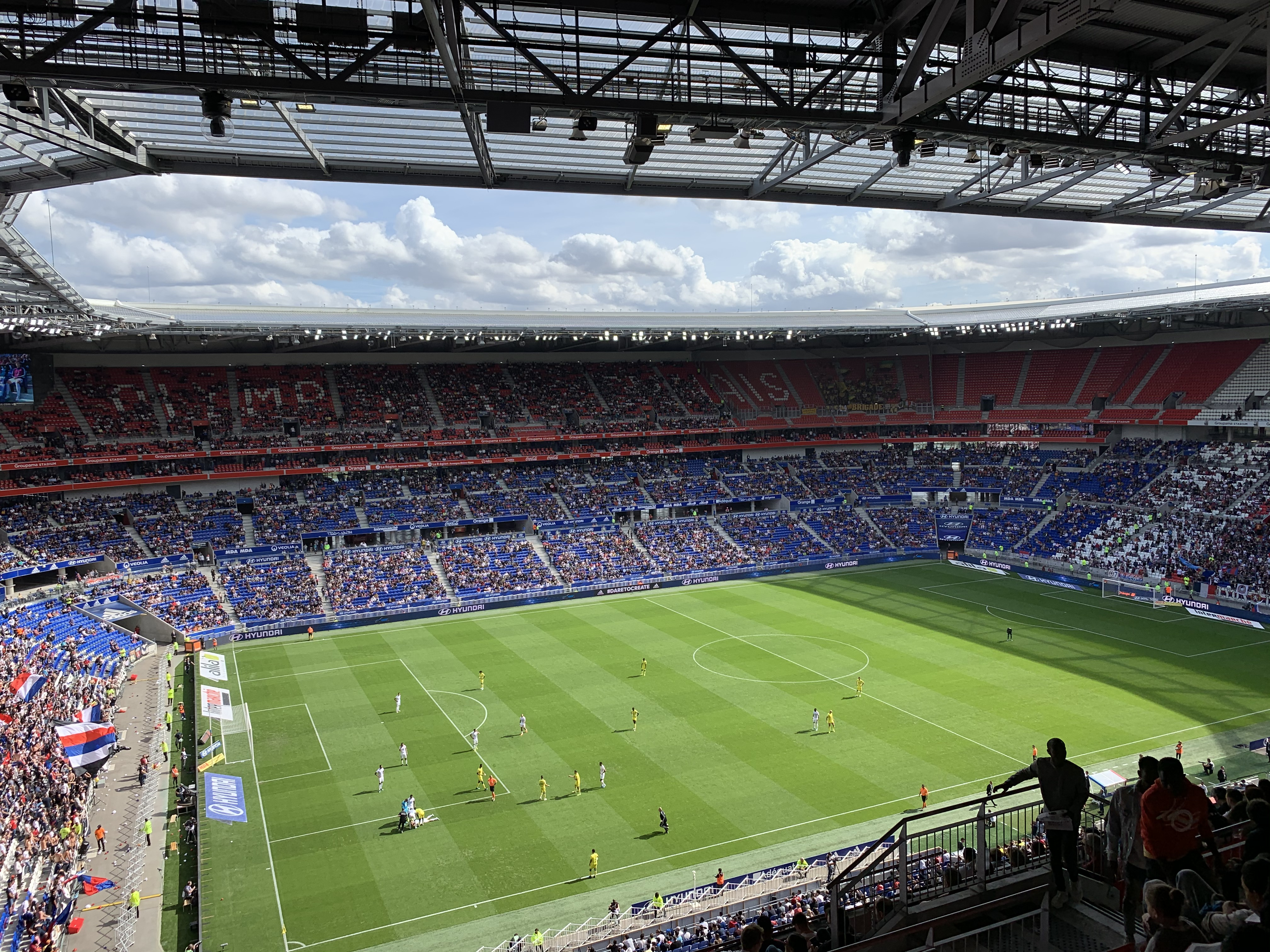
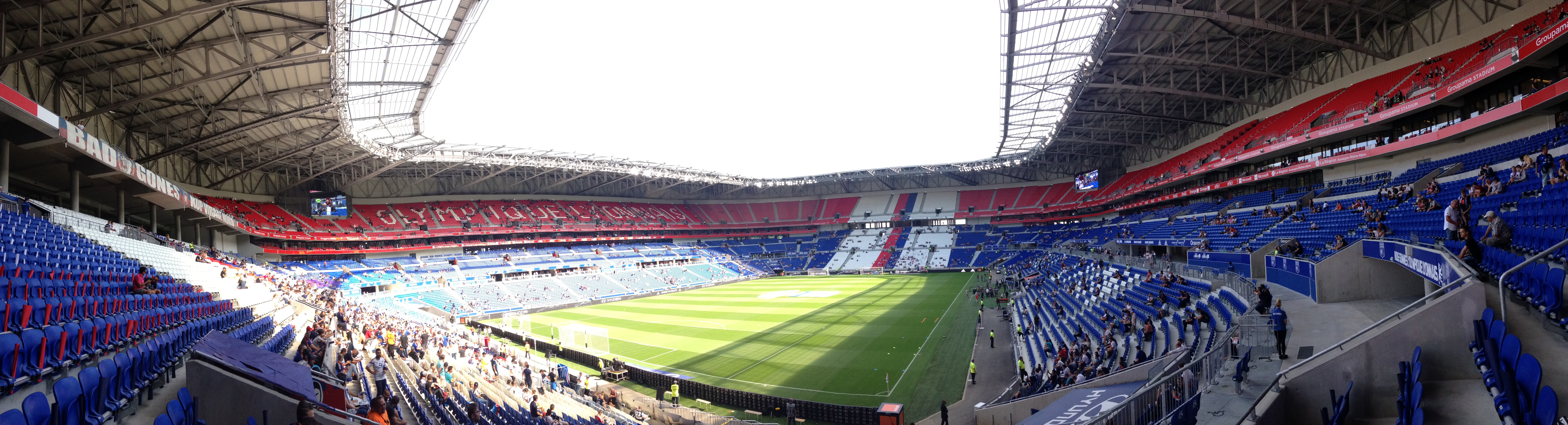
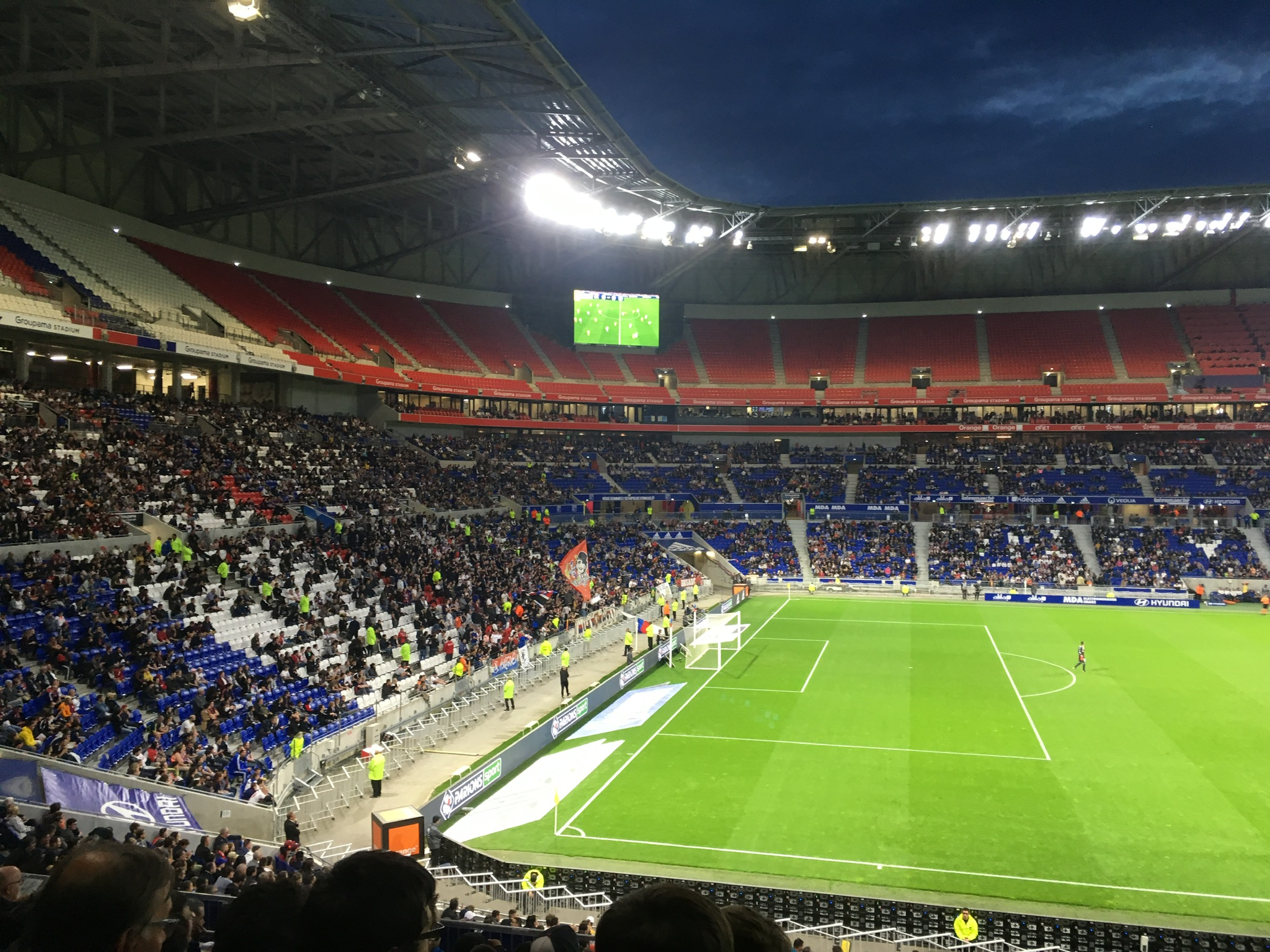
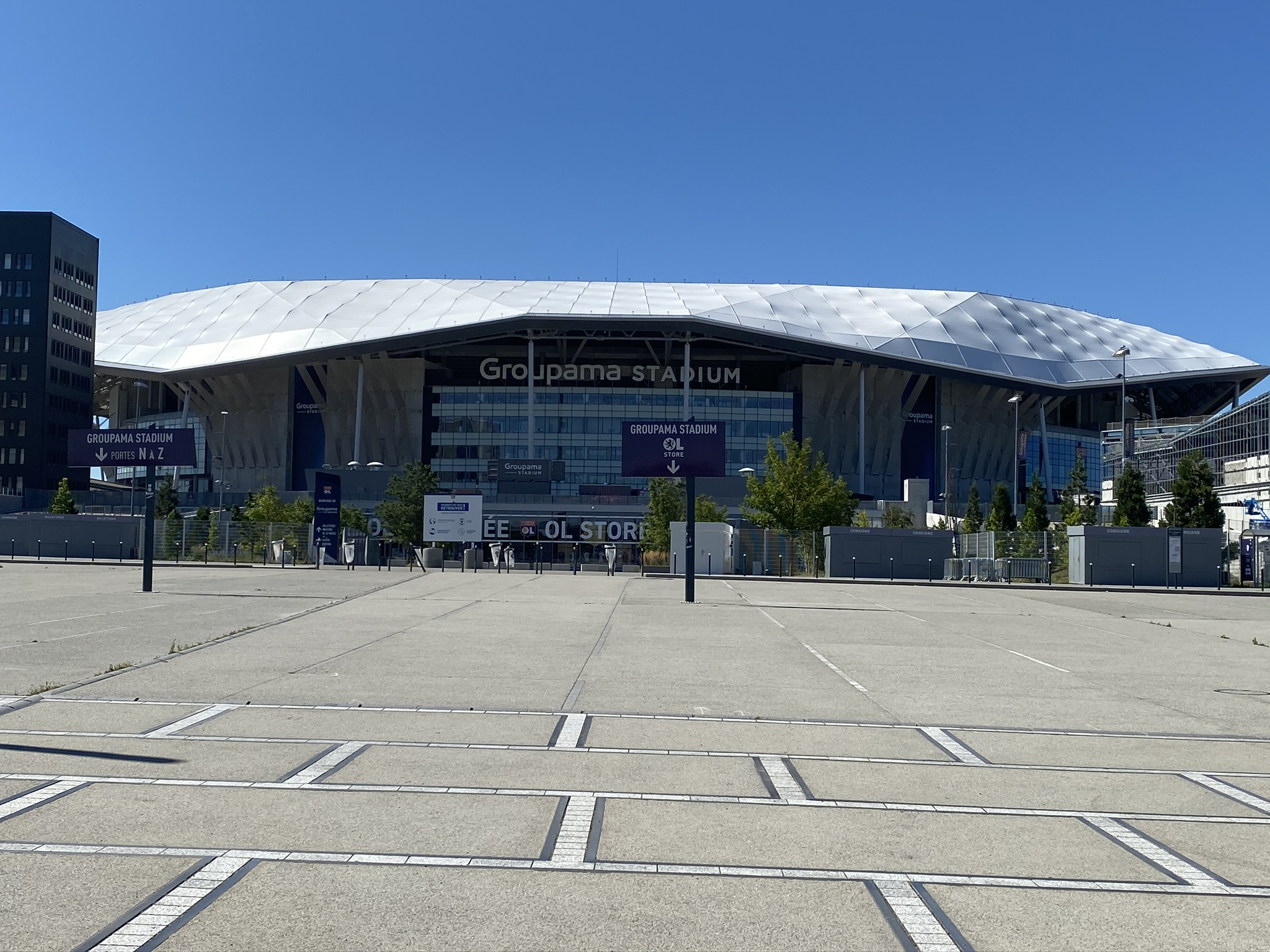